# غابة اليونكي الوطنية
غابة اليونكي الوطنية عرفت سابقاَ باسم غابة لوكيلو الوطنية والغابة الوطنية الكاريبية هي غابة تقع في شمال شرق بورتوريكو.وتعتبر هي الغابة المطيرة الوحيدة في الولايات المتحدة الأمريكية. تقع هذه الغابة في منحدرات جبال السيرا دي لوكيلو وتمتد لمساحة 28000 هكتار مما يجعلها أكبر قطعة ارض للملك العام في بورتوريكو.التورو هي اعلي قمة جبل في هذه الغابة ارتفاعها إلى 1065 متر فوق مستوى سطح البحر.الإمطار الغزيرة (200 انش سنوياَ)جعلت هذه الغابة مليئة بالأدغال والشلالات وأوراق الأشجار الكثيفة.